# Должанський Юрій Мойсейович
Юрій Мойсейович Должанський (31 травня 1923, Веселі Терни — 27 листопада 1943) — Герой Радянського Союзу, в роки радянсько-німецької війни комсорг 10-го гвардійського стрілецького полку 6-ї гвардійської стрілецької дивізії 60-ї армії Центрального фронту, гвардії старший лейтенант.

## Біографія
Народився 31 травня 1923 року в селі Веселі Терни (нині в межі міста Кривий Ріг Дніпропетровської області України) в сім'ї службовця. Єврей. Член ВКП (б) з 1942 року. Освіта середня.
У липні 1941 року студент електромеханічного факультету Криворізького гірничорудного інституту Ю. М. Должанський був призваний до лав Червоної Армії. У 1942 році закінчив військово-політичне училище. Воював на Брянському та Центральному фронтах. Брав участь у боях на Волзі, в Курській битві, у визволенні лівобережних районів України. Восени 1943 року відзначився у битві за Дніпро.
Должанський одним з перших переправився через Дніпро і разом з бійцями утримував плацдарм до підходу основних сил полку. 26 вересня 1943 року в бою на підступах до села Паришів Чорнобильського району Київської області з групою автоматників проник в бойові порядки німців, вивів з ладу самохідну артилерійську установку.
Указом Президії Верховної Ради СРСР від 16 жовтня 1943 року за зразкове виконання бойових завдань командування і проявлені при цьому мужність і героїзм гвардії старшому лейтенанту Юрію Мойсейович Должанському присвоєно звання Героя Радянського Союзу.

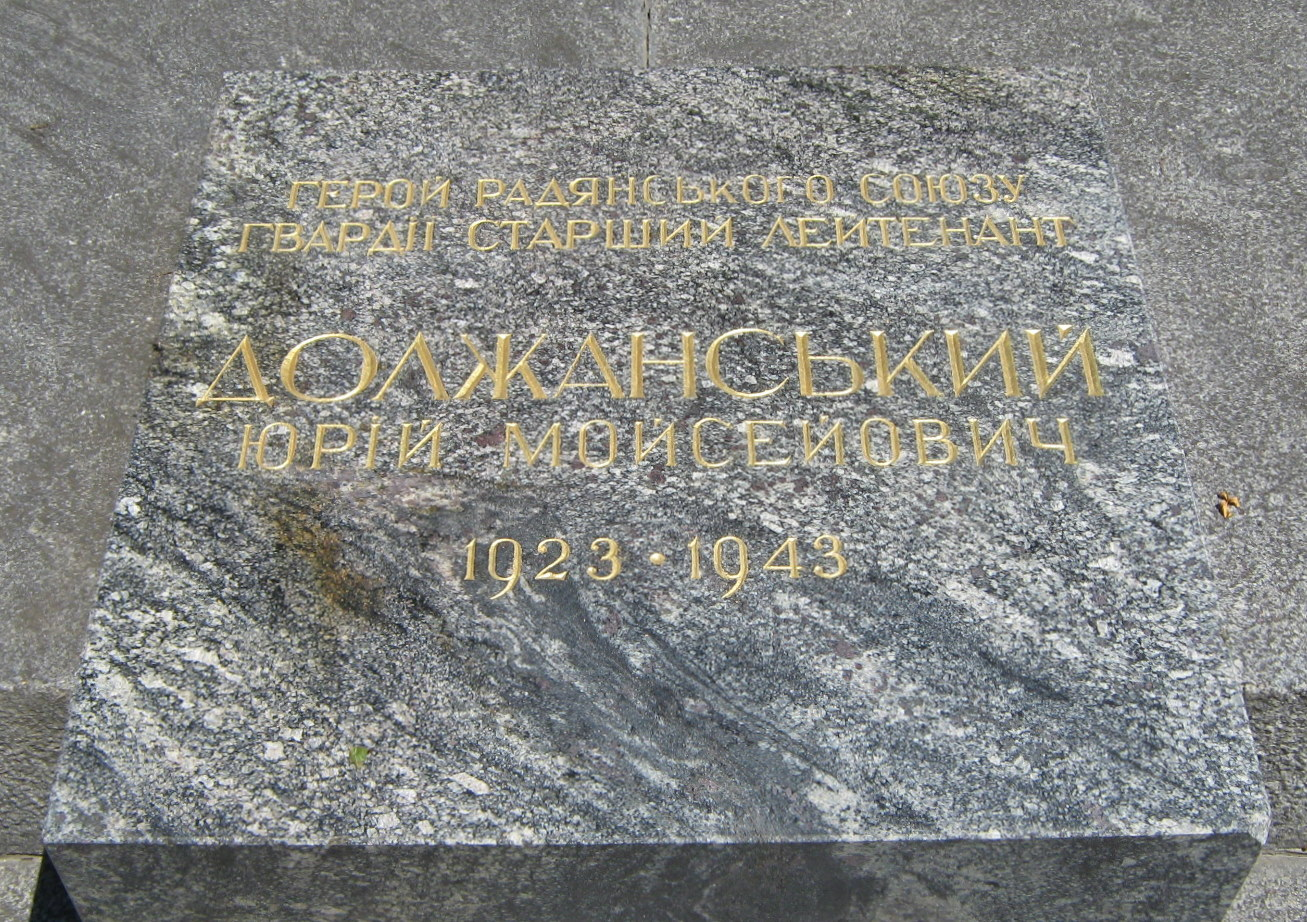
Могила Юрія Должанського

27 листопада 1943 року Юрій Мойсейович Должанський загинув у бою. Похований у Києві у Парку Вічної Слави.
Нагороджений орденом Леніна, орденом Вітчизняної війни 2-го ступеня, орденом Червоної Зірки, медалями.